# Szaffáridák
A Szaffáridák egy iráni származású emírdinasztia tagjai voltak a 9.–10. században. 861 és 900 között élték fénykorukat: Szisztánból kiindulva Irakig jutottak, a Táhiridák hurászáni birodalmát meghódítva nagyhatalmi pozíciót szereztek, végül aztán transzoxániai Számánidák buktatták meg őket. Ettől kezdve a Szaffáridák a Számánidák szisztáni vazallusai voltak egészen a Gaznavida hódításig 1003-ban, amikortól nem hallunk róluk többet. Fővárosuk az afganisztáni Zarandzs volt.

## Történetük

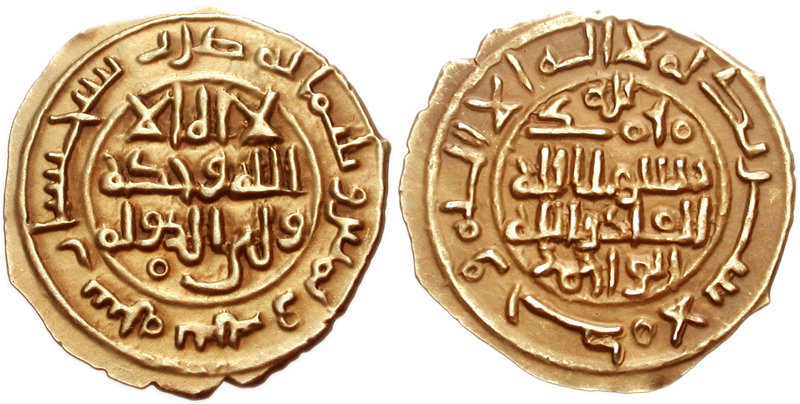
Aranydínár Szidzsisztánból, Halaf ibn Ahmad emír verete (996)

A központtól félreeső, gazdasági szempontból sem túlzottan jelentős Szisztánban a háridzsita beduin menekültek ellen szunnita színezetű ellenállás kezdődött a helybéliek részvételével, melynek élére a fiatal Jakúb ibn al-Lajsz, a rézműves (asz-Szaffár) állt. Mozgalma azonban hamarosan túlterjedt Szisztán határain: 867-ben bevette Herátot, 873-ban pedig a Táhiridák székhelyét, Nisápurt is.
Úgy tűnt, hódítását gond nélkül folytathatja nyugat felé, hiszen a kalifátust ekkor komoly belső válság gyötörte (pl. a zandzs-felkelés vagy a Túlúnidák egyiptomi elszakadása). 875-ben már Fársz és Húzisztán is a támadók martalékául esett. 876. április 6-án aztán a Dajr al-Akúlnál, Bagdadtól alig 50 kilométerre vívott csata a helyzetüket nemrég stabilizáló abbászidák döntő győzelmével zárult. A Tigris vizével elárasztott visszaúton számos menekülő odaveszett.
Jakúb ibn al-Lajsz maga is megsérült a csatában, majd 879-ben meghalt. Utódja az öccse, Amr ibn al-Lajsz lett, akit a központi kormányzat elismert hurászáni helytartónak. Miután stabilizálta belső helyzetét, vakmerő vállalkozásba fogott: a gazdag kereskedelmi utakat ellenőrző transzoxániai Számánidák, a Táhiridák hajdani kliensei ellen vonult. Vesztére, ugyanis 900-ban a balhi csata során seregét szétverték, ő maga fogságba esett.
Amrot fogolyként Bagdadba küldték, ahol hamarosan kivégezték. Időközben hadserege unokájának, Muhammadnak esküdött hűséget, de ő és utódai pusztán a Számánidák vazallusaiként, gyakorta a török tisztek befolyása alatt gyakorolták hatalmukat.

## Uralkodók
| Uralkodó                                            | Születési idő   | Halálozási idő   | Élethossz | Uralkodási idő   | Uralkodási évek | Megjegyzés |
| --------------------------------------------------- | --------------- | ---------------- | --------- | ---------------- | --------------- | ---------- |
| Jakúb                                               | 840             | 879. június 5.   | 39 év     | emír: 867 – 879  | 12 év           |            |
| I. Amr                                              | ?               | 902. április 20. | ?         | emír: 879 – 901  | 22 év           |            |
| I. Táhir                                            | 883             | 908 után         | 25< év    | emír: 901–908    | 7 év            |            |
| Lajt                                                | ?               | 928              | ?         | emír: 908–910    | 2 év            |            |
| Mohammed                                            | ?               | 911              | ?         | emír: 910 – 911  | 1 év            |            |
| Al-Mu'addal                                         | ?               | 911?             | ?         | emír: 911        | 1 év            |            |
| II. Amr                                             | 902/903         | 913 után         | 10–11< év | emír: 912–913    | 1 év            |            |
| Számánida megszállás (913–922)                      |                 |                  |           |                  |                 |            |
| Ahmed                                               | 906. június 24. | 963. március 31. | 56 év     | emír: 922 – 963  | 41 év           |            |
| I. Khalaf                                           | 937 novembere   | 1009 márciusa    | 72 év     | emír: 963 – 1002 | 39 év           |            |
| 1002-ben a terület a Gaznavida Birodalom része lett |                 |                  |           |                  |                 |            |